# اختبار همزة

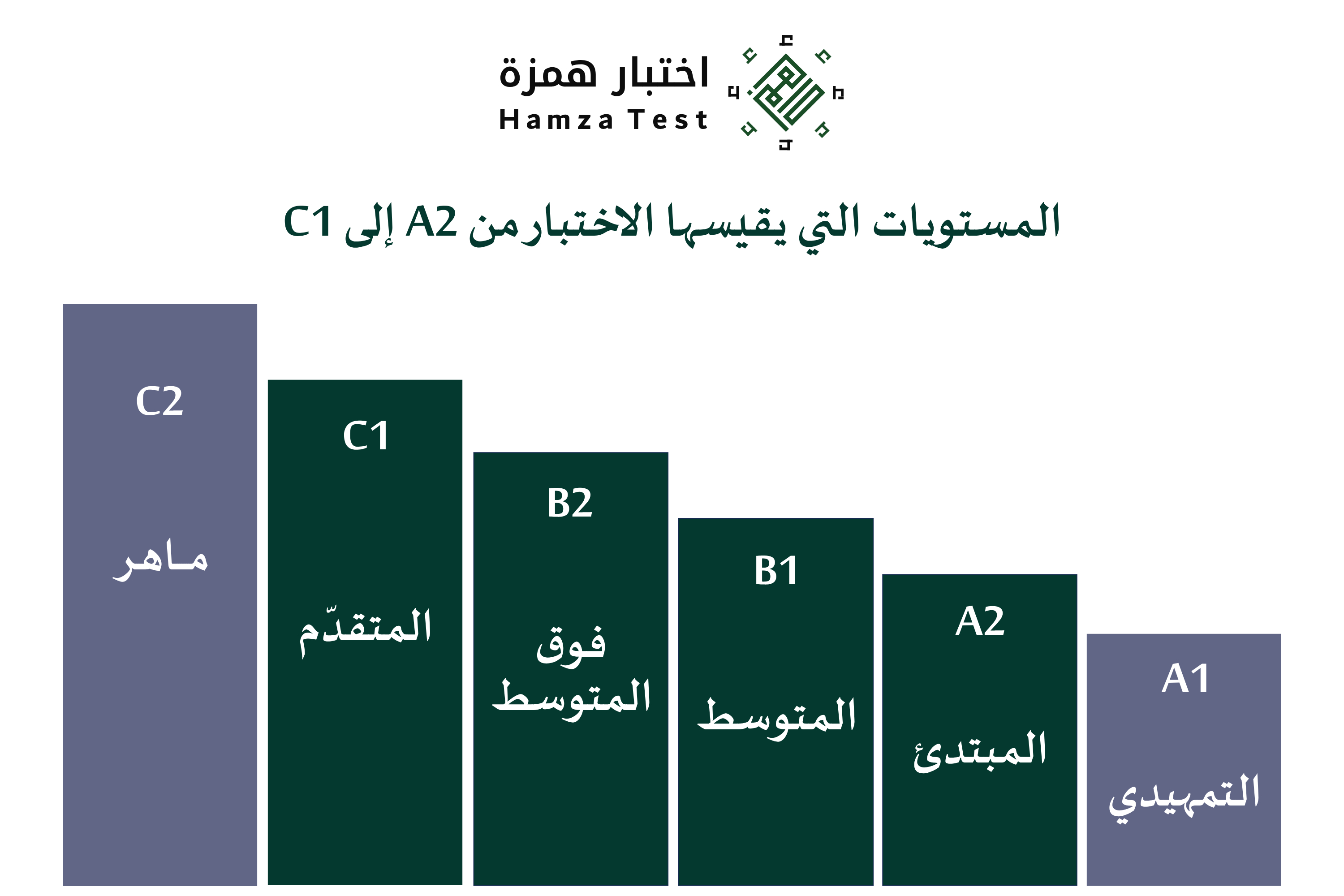
المستويات حسب الإطار الأوربي للغات التي يقيسها اختبار همزة في اللغة العربية (من المستوى A2 حتى المستوى C1)

اخْتِبارُ هَمْزَة هو اختبار محوسب مُقنّن يقيس كفايات اللغة العربية للناطقين بغيرها ويُطبَّق في دول العالم كلِّها، طوّره وعمل عليه فريق من المختصين والخبراء في مجمع الملك سلمان العالمي للغة العربية، ويعتمد الاختبار على الإطار الأوروبي المرجعي المشترك للغات (CEFR) من المستوى (A2) إلى المستوى (C1)، ليقيس أربعة محاور أساسية وهي (فهم المسموع - واستيعاب المقروء - والكتابة - والتحدث) ويستهدف الاختبار متعلمي اللغة العربية ومعلميها في الجامعات، ومعاهد تعليم اللغة العربية، ومراكزها، بالإضافة إلى بعض جهات التوظيف التي تستلزم إتقان اللغة، ويهدف إلى تعزيز حضور اللغة العربية، ورفع مكانتها العلمية محليًّا وإقليميًّا وعالميًّا، وتأسيس مقياسٍ عالميٍّ مُعتمد للكفايات اللغوية لدى متعلميها من الناطقين بغيرها، وتوفير مدخلاتٍ قيِّمةٍ للجامعات، ومعاهد تعليم اللغة العربية، وتحقيقًا لمستهدفات برنامج تنمية القدرات البشرية أحد برامج تحقيق رؤية السعودية 2030 الرامية إلى تعزيز حضور اللغة العربية، ودعم انتشارها واستخدامها.

## عن الاختبار
بُني اختبار همزة -كفايات اللُّغة العربيّة للناطقين بغيرها لأغراض أكاديمية- على أعلى المعايير، وفقًا للإطار الأوروبي المشترك للغات (CEFR)؛ وأطلق لأول مرة شهر ديسمبر بسنة 2023م، حيث بَنى مجمع الملك سلمان العالمي للغة العربية نظام التقييم وأدوات القياس، بدءًا من عقدِ فريقٍ من المختصين والخبراء مقارناتٍ مرجعية، ودراسةٍ مسحيةٍ للاختبارات اللغوية المعتمدة دوليًّا؛ لبناء المعايير والمؤشِّرات التي يستند إليها الاختبار، اعتمادًا على تحليلِ مجموعةٍ من الاختبارات العالمية، ثم بناء معايير الكفاية اللغوية التي ستُقاس لدى المختبرين، والمؤشرات الفرعية لها.

### مواعيد إقامة الاختبار
يُقام اختبار همزة عدة مرات خلال السنة الواحدة، وذلك بمعدل مرة واحدة على الأقل كل أربعة أشهر، مما يمنح المتقدمين مرونة في اختيار الموعد الذي يناسب ظروفهم الدراسية أو العملية.

### التكلفة
تماشيًا مع رؤية مجمع الملك سلمان العالمي للغة العربية في أن يكون جهة رائدة ومرجعية عالمية في خدمة اللغة العربية، يُقدَّم اختبار همزة مجانًا لجميع المتقدمين خلال عامي 2024 و2025، دعمًا لنشر اللغة وتعزيزًا لاستخدامها في الأوساط الأكاديمية والمهنية.

### النتائج
بعد صدور نتائج الاختبار، سيكون بإمكانك الحصول على تقرير الأداء من خلال منصة التسجيل نفسها، ويتضمن هذا التقرير الدرجة الكلية التي حصلت عليها، بالإضافة إلى درجاتك في كل قسم من أقسام الاختبار.

## مراكز الاختبار
يقام الاختبار داخل السعودية وخارجها حول العالم حضوريًا (محوسب) في مقرات اختبارية معتمدة أو عن بُعد (محوسب افتراضيًا).
| المكــان                      | نوع الاختبار                      | نوع الاختبار |
| ----------------------------- | --------------------------------- | ------------ |
| داخل المملكة العربية السعودية | حضوري (محوسب في المقرات المعتمدة) | عـن بُـعـد    |
| خارج المملكة (دول العالم)     | حضوري (محوسب في المقرات المعتمدة) | عـن بُـعـد    |

#### داخل المملكة العربية السعودية
يُسجل في الاختبار من خلال منصة قياس التابعة لهيئة تقويم التعليم والتدريب ويُقام الاختبار حضوريًّا في مراكزها المنتشرة حول المملكة ومركز أبجد أو عن بعد، وكذلك في بعض الجامعات السعودية المتعاونة مثل:
| المنطقة الإدارية (المدينة)              | الجامعة                             |
| --------------------------------------- | ----------------------------------- |
| منطقة مكة المكرمة (مكة المكرمة)         | جامعة أم القرى                      |
| منطقة المدينة المنورة (المدينة المنورة) | الجامعة الإسلامية                   |
| منطقة مكة المكرمة (جدة)                 | جامعة الملك عبد العزيز              |
| المنطقة الشرقية (الأحساء)               | جامعة الملك فيصل                    |
| منطقة مكة المكرمة (الطائف)              | جامعة الطائف                        |
| منطقة القصيم (بريدة)                    | جامعة القصيم                        |
| منطقة الرياض (الخرج)                    | جامعة الأمير سطام بن عبدالعزيز      |
| منطقة عسير (أبها)                       | جامعة الملك خالد                    |
| منطقة الرياض (الرياض)                   | جامعة الإمام محمد بن سعود الإسلامية |
| منطقة الرياض (المجمعة)                  | جامعة المجمعة                       |
| المنطقة الشرقية (حفر الباطن)            | جامعة حفر الباطن                    |
| منطقة الرياض (الرياض)                   | جامعة الأميرة نورة بنت عبد الرحمن   |
| المنطقة الشرقية (الدمام)                | جامعة الإمام عبد الرحمن بن فيصل     |
| منطقة عسير (بيشة)                       | جامعة بيشة                          |
| منطقة حائل (حائل)                       | جامعة حائل                          |
| منطقة نجران (نجران)                     | جامعة نجران                         |
| منطقة المدينة المنورة (المدينة المنورة) | جامعة طيبة                          |
| منطقة جازان (جيزان)                     | جامعة جازان                         |
| منطقة مكة المكرمة (جدة)                 | جامعة عفت                           |

#### خارج المملكة (دول العالم)
يعقد الاختبار حضوريًا (مُحوسبًا) في المراكز الاختبارية المعتمدة حول العالم وعن بعد (محوسب افتراضيا)، أقيم الاختبار الحضوري في عدة دول ضمن الشراكات الثقافية ولا تزال في ازدياد، منها:
| الدولة المنعقد بها الاختبار | المدينة                   | المقر                                                 | التاريخ      |
| --------------------------- | ------------------------- | ----------------------------------------------------- | ------------ |
| الولايات المتحدة الأمريكية  | فيرفاكس - ولاية فرجينيا   | مقر الملحقية الثقافية السعودية                        | أبريل 2025م  |
| الولايات المتحدة الأمريكية  | بلومنغتون - ولاية إنديانا | جامعة إنديانا بلومنغتون                               | أبريل 2025م  |
| مملكة ماليزيا               | برليس                     | جامعة برليس الإسلامية                                 | يناير 2025م  |
| مملكة ماليزيا               | كوالالمبور                | الجامعة الوطنية الماليزية                             | يناير 2025م  |
| إندونوسيا                   | جنوب تانغيرانغ            | جامعة شريف هداية الله الإسلامية                       | مايو 2025م   |
| إندونوسيا                   | مالانق                    | الجامعة الإسلامية الحكومية مولانا مالك إبراهيم مالانج | مايو 2025م   |
| إندونوسيا                   | بيكانبارو                 | جامعة السلطان شريف قاسم الإسلامية الحكومية            | مايو 2025م   |
| إندونوسيا                   | جاكرتا                    | معهد العلوم الإسلامية والعربية (إندونيسيا)            | مايو 2025م   |
| مملكة تايلند                | بانكوك                    | جامعة كريرك                                           | نوفمبر 2024م |
| مملكة تايلند                | هات ياي                   | جامعة الأمير سونكلا                                   | نوفمبر 2024م |
| جمهورية الهند               | دلهي                      | جامعة جواهر لال نهرو                                  | يوليو 2024م  |
| جمهورية الهند               | ثيروفانانثابورام          | جامعة كيرلا                                           | يوليو 2024م  |

## الفئات المستهدفة
1. الجامعات، ومعاهد تعليم اللغة العربية ومراكزها؛ للمفاضلة بين:
  - المتقدمين لبرامج البكالوريوس، والدراسات العليا.
  - الراغبين في التقديم على المنح الدراسية في برامج اللغة العربية.
2. جهات التوظيف؛ للمفاضلة بين:
  - الراغبين في الالتحاق بوظائف تحتاج إلى معرفة الكفاية اللغوية العربية.
3. معلمي اللغة العربية ومتعلميها؛ للحصول على تقرير يحدد المستوى اللغوي العربي؛ للاستفادة منه في:
  - التقديم على البرامج التعليمية.
  - التقديم على المنح الدراسية.
  - التقديم على الوظائف التي تتطلب اللغة العربية.

## مكوّنات الاختبار
إجمالي مدة الاختبار 155 دقيقة، أي ساعتان وخمس وثلاثين دقيقة (2:35:00) مقسمة على أقسام الاختبار الأربعة، وعدد فقرات الاختبار 75 فقرة، ويتكون من:
| # | الأقسام         | شرح القِسم                                   | نوع الأسئلة                    | عدد الفقرات | الـمـدة                |
| - | --------------- | ------------------------------------------- | ------------------------------ | ----------- | ---------------------- |
| 1 | فهم المسموع     | الاستماع إلى مقاطع صوتية عامة ومتنوعة       | الاختيار من متعدد              | (30) فقرة   | (35) خمس وثلاثون دقيقة |
| 2 | استيعاب المقروء | قراءة نصوص عامة ومتنوعة، والإجابة عن أسئلة  | الاختيار من متعدد              | (40) فقرة   | (60) ستون دقيقة        |
| 3 | الكتابة         | كتابة مقال واحد في موضوع عام                | كتابة مقال من 200 إلى 250 كلمة | فقرة واحدة  | (40) أربعون دقيقة      |
| 4 | التحدُّث          | الإجابة عن أسئلة عامة، والتحدُّث عن موضوع عام | أسئلة شفهيّة                    | (4) فقرات   | (20) عشرون دقيقة       |

يتكوَّن اختبار همزة للغة العربية من أربعة أقسام رئيسية تهدف إلى تقييم مهارات اللغة المختلفة لدى المختبر. يبدأ الاختبار بقسم فهم المسموع، حيث يُطلب من المختبر الاستماع إلى نصوص مسموعة ذات موضوعات أكاديمية عامة ومتنوعة، وقد تكون هذه النصوص إما حديثًا مباشرًا أو حواراتٍ ومناقشاتٍ بين طرفين أو أكثر، ويُجيب بعدها عن أسئلة من نوع الاختيار من متعدد. يليه قسم استيعاب المقروء، ويحتوي على نصوص مكتوبة تتناول موضوعات أكاديمية متنوعة، ويُجيب عنها المختبر أيضًا بأسئلة اختيار من متعدد. أما القسم الثالث فهو مخصص لمهارة الكتابة، حيث يُطلب من المختبر أداء مهمة كتابية يتعين عليه فيها كتابة نص لا يقل عن 250 كلمة باللغة العربية. ويُختتم الاختبار بـ قسم التحدث، حيث يُطلب من المختبر التحدث في موضوع عام، أو وصف شيء ما، أو المشاركة في حوار محاكٍ، ويُمنح وقتًا كافيًا لترتيب أفكاره وتنظيمها قبل التحدث.

## وصلات خارجية
- الموقع الرسمي لاختبار همزة